# Онгаонга
Онгаонга (лат. Urtica ferox, «свирепая крапива»), или крапивное дерево — эндемичный вид крапивы в Новой Зеландии. Онгаонга имеет древовидный ствол и необычно большие жгучие колючки (содержат гистамин и муравьиную кислоту) и может вырастать до 5 метров высотой. Малейшее прикосновение приводит к образованию болезненного ожога. Из-за крапивного дерева погиб по крайней мере один человек, а также несколько собак и лошадей.
Онгаонга — основная растительная пища личинок новозеландской бабочки Красный Адмирал (Vanessa gonerilla).

## Применение
Маори использовали это растение для приготовления лекарства и употребляли в пищу некоторые его части.